# V833 Геркулеса
V833 Геркулеса (лат. V833 Herculis) — одиночная переменная звезда в созвездии Геркулеса на расстоянии (вычисленном из значения параллакса) приблизительно 2580 световых лет (около 791 парсек) от Солнца. Видимая звёздная величина звезды — от +5,4m до +2,6m.

## Характеристики
V833 Геркулеса — красный гигант, углеродная пульсирующая переменная звезда, мирида (M) спектрального класса C*, или M1-M2III, или M2. Светимость — около 8820 солнечных. Эффективная температура — около 3813 K.